# فولفيو كولوفاتي
فولفيو كولـّوفاتي (Fulvio Collovati) ، (تيور بمقاطعة أوديني 9 مايو 1957) ، لاعب كرة قدم إيطالي سابق.
لعب مع منتخب إيطاليا لكرة القدم. وفاز بكأس العالم 1982

## مسيرته الكروية
لعب فولفيو كولوفاتي خلال مسيرته الاحترافية مع 5 أندية في سبعة عشر موسمًا وسجل خلالها 10 أهداف ضمن 404 مباراة. حيث فاز في موسم واحد بالكأس وفي موسم واحد بالدوري.
خاض فولفيو كولوفاتي مسيرته مع نادي إيه سي ميلان في موسم 1976–77 ليلعب معه ستة مواسم، مشاركًا في 158 مباراة سجل خلالها 4 أهداف. ثم انتقل إلى نادي إنتر ميلان في موسم 1982–83 ليلعب معه أربعة مواسم، حيث شارك في 109 مباراة سجل خلالها 3 أهداف. لينتقل بعدها إلى نادي أودينيزي في موسم 1986–87 لمدة موسم واحد، مشاركًا في 20 مباراة سجل خلالها هدفين. ثم انتقل إلى نادي روما في موسم 1987–88 ولمدة موسمين، مشاركًا في 45 مباراة سجل خلالها هدفًا واحدًا. هذا وانتقل لاحقًا إلى نادي جنوى في موسم 1989–90 ليلعب معه أربعة مواسم، مشاركًا في 72 مباراة ولم يسجل أي هدف.

## روابط خارجية
- فولفيو كولوفاتي على موقع الاتحاد الدولي (مؤرشف)  (الإنجليزية)
- فولفيو كولوفاتي على موقع قاعدة بيانات كرة القدم.إي يو (الإنجليزية)
- فولفيو كولوفاتي على موقع بيانات كرة القدم. دي إي (الألمانية)
- فولفيو كولوفاتي على موقع ناشيونال فوتبول تيمز (الإنجليزية)
- فولفيو كولوفاتي على موقع عالم كرة القدم.نت (الإنجليزية)